# Dubova (gmina w okręgu Mehedinți)
Dubova – gmina w Rumunii, w okręgu Mehedinți. Obejmuje miejscowości Baia Nouă, Dubova i Eibenthal. W 2011 roku liczyła 785 mieszkańców.